# Minke Smeets
Pour les articles homonymes, voir Smeets.
Minke Smeets (née Smabers le 22 mars 1979 à La Haye) est une joueuse de hockey sur gazon néerlandaise, sélectionnée en équipe des Pays-Bas de hockey sur gazon féminin à 312 reprises. 

## Biographie
Elle est la sœur de la joueuse de hockey sur gazon Hanneke Smabers et la femme du joueur de baseball Tjerk Smeets (en).

## Palmarès
Elle est sacrée championne olympique en 2008, obtient la médaille d'argent olympique en 2004 et la médaille de bronze olympique en 2000. Elle est aussi championne du monde en 2006, vice-championne du monde en 1998, 2002 et 2006, championne d'Europe en 1999 et 2005 et vice-championne d'Europe en 2007.
Elle met un terme à sa carrière internationale en décembre 2010, avec un total de 312 sélections et 23 buts marqués ; elle est la première Néerlandaise à dépasser la barre des 300 sélections.